# Discantus
Discantus je skladebná technika raného rozvoje vícehlasu. Nejprve šlo o formu dvojhlasého zpěvu, kde vedoucí hlas cantus firmus je už pravidelně ve spodním hlase na rozdíl od organa, který ho na začátku svého vývoje neměl, a postupuje s druhým (organálním) často melodicky i rytmicky bohatším hlasem (organum duplum nebo discant) v přesně odměřovaných hodnotách, nejčastěji v protipohybu. Je-li druhý hlas oživen melodickými ozdobami, jde o tzv. discantus floridus (ozdobný diskant). Technika byla v období Notredamské školy zdokonalena mistrem Perotinem, kdy se rozšiřuje o třetí (organum triplum) a čtvrtý (organum quadruplum) hlas.